# Beaufort (ort i Australien, South Australia)
Beaufort är en ort i Australien. Den ligger i kommunen Wakefield och delstaten South Australia, omkring 100 kilometer norr om delstatshuvudstaden Adelaide.
Runt Beaufort är det mycket glesbefolkat, med 2 invånare per kvadratkilometer.. Närmaste större samhälle är Port Wakefield, omkring 12 kilometer sydväst om Beaufort.
Trakten runt Beaufort består till största delen av jordbruksmark. Genomsnittlig årsnederbörd är 576 millimeter. Den regnigaste månaden är juni, med i genomsnitt 90 mm nederbörd, och den torraste är december, med 12 mm nederbörd.